# Kama Sywor Kamanda
Pour les articles homonymes, voir Kamanda.
 (juin 2020).
Kama Sywor Kamanda, né le 11 novembre 1952 à Luebo, ( République démocratique du Congo ) est  un écrivain, poète, romancier, essayiste, dramaturge, nouvelliste et philosophe congolais de langue française.

## Biographie
Kama Sywor Kamanda naît le 11 novembre 1952 à Luebo (Congo belge). Il grandit à Kinshasa (à l'époque dénommée Léopoldville) et entre en 1968 dans un collège jésuite. À l'âge de 15 ans, il rédige un premier recueil de contes.
Après avoir étudié le journalisme, les sciences politiques et la philosophie, il devient journaliste au Zaïre, mais quitte le pays en 1977 pour des raisons politiques. Il s'installe alors en Belgique et suit des cours de droit à Liège de 1981 à 1984, puis participe à la fondation de l'Association des écrivains africains en 1985, qu'il préside. À partir de 1998, il s'installe au Luxembourg.
Il a écrit des dizaines d’ouvrages, traduits en plusieurs langues. Sa production littéraire est surtout composée de prose et de poèmes. La tradition des conteurs africains influence ses romans, contes et fables, dans lesquels il évoque les croyances et les réalités de l'Afrique. Ses intrigues sont souvent caractérisées par « la quête de liberté individuelle, l'initiation au savoir mystique des ancêtres ainsi que la perturbation et le rétablissement de l'ordre social ».
Dans ses poèmes, écrits dans un registre soutenu, Kama Sywor Kamanda s'inspire de différentes cultures et de son expérience de l'exil, exprimant des sentiments tels que la nostalgie, l'exclusion ou la solitude. Il dénonce également, à travers sa poésie, les injustices politiques et sociales de l'Afrique, estimant que les poètes ont un rôle à jouer dans la reconnaissance de la dignité africaine au sein de l'histoire. Il est d'ailleurs un partisan de la thèse afro-centriste de Cheikh Anta Diop, qui estime que la civilisation de l'Égypte antique aurait été originellement africaine, ce qui aurait été ignoré par les « envahisseurs arabes et européens ».
Son œuvre poétique lui a permis de recevoir plusieurs prix, dont trois prix de l’Académie française (prix Paul-Verlaine, prix Théophile-Gautier et prix Heredia) ainsi que le prix Louise-Labé,.

## Œuvres
Sources : Bibliothèque nationale de France,

### Théâtre
- 2013 :  L'Homme torturé (ISBN 978-613-9-51605-6)
- 2015 :  Toutankhamon (ISBN 978-613-9-50968-3)
- 2015 :  Candace 1re (ISBN 978-613-9-50967-6)
- 2016 :  Intrigantes entremetteuses  (ISBN 978-613-9-50607-1)
- 2016 :  On peut s'aimer sans se comprendre  (ISBN 978-613-9-50610-1)
- 2017 :  Ramsès II  (ISBN 978-613-9-51011-5)
- 2017 :  Akhenaton  (ISBN 978-613-9-51007-8)
- 2017 :  La Reine Ranavalona III  (ISBN 978-613-9-50582-1)
- 2019 :  Le Roi Béhanzin  (ISBN 978-613-8-45596-7)
- 2019 :  Les Astuces du manipulateur  (ISBN 978-613-8-45596-7)
- 2019 :  Le Pervers narcissique  (ISBN 978-613-8-49186-6)
- 2019 :  La Reine Nzinga Mbandi  (ISBN 978-613-9-51175-4)
- 2020: La Reine Néfertiti  (ISBN 978 6202 545839)
- 2020: Le Roi Muntuhotep  (ISBN 978 6202 545846)
- La tragédie du roi Léopold 2  (ISBN 978-620-2-54823 6)
- 2021: Lumumba  (ISBN 978 620 3 41801 9)
- 2022 : Thoutmosis 3  (ISBN 978 620 2 544 665)
- 2022 : On n'attrape pas un lézard par la queue  (ISBN 978 6138 399278)
- 2022 : Baketaton  (ISBN 978 620 3 439090)
- 2023 : Khufu alias Kheops  (ISBN 978 620 6 68726 9)

- 2023 : Sethi 1er  (ISBN 978 620 6 69625 4)
- 2023 : Les morts iront tous voter.  (ISBN 978 620 6 70463 8)
- 2024 : Tiyi  (ISBN 978 6206 731504)
- 2025 : Les dieux auto-proclamés ,éditions du Soleil Levant.  (ISBN 9782960377538)
- 2025 : Imhotep , éditions du Soleil Levant.  (ISBN 9782960377545)

### Nouvelles
- 1993 : Amertume, Diversité, Houghton Mifflin, Boston, États-Unis  (ISBN 0-395-90933-3)
- 1994 : L'Ultime confession, Archipel, no 4, p. 33-41, Anvers, Belgique
- 1995 : L'Énigme, Le Non-dit, Belgique
- 1995 : Les Gens du fleuve
- 1996 : Le Chagrin du danseur, Archipel, no 7, p. 107-122, Anvers, Belgique
- 2020 : L’Angoisse des éphémères

### Romans
- 2005 : Lointaines sont les rives du destin  (ISBN 978-613-8-45960-6)
- 2006 : La traversée des mirages  (ISBN 978-613-8-45959-0)
- 2006 : La Joueuse de kora  (ISBN 978-613-8-45955-2)
- 2013 : L'insondable destin des hommes  (ISBN 978-613-8-44980-5)

### Contes
- 1986 :  Les Contes des veillées africaines  (ISBN 9782738405418)
- 1988 :  Les Contes du griot, tome 1  (ISBN 9782708706002)
- 1991 :  Les Contes du Griot, tome 2  (ISBN 978-2-7087-0626-2)
- 1998 :  Les Contes du Griot, tome 3  (ISBN 978-2-7087-0505-0)
- 2000 :  Les Contes du crépuscule  (ISBN 978-2-7087-0715-3)
- 2003 :  Contes, illustrations de Louise Fritsch  (ISBN 978-2-913123-01-4)
- 2004 :  Contes, œuvres complètes, 1648 pages  (ISBN 978-2913123021)
- 2005 :  Les Contes du Griot , poche, Magnard, Classiques & Contemporains  (ISBN 978-2-210-75482-9)
- 2006 :  Contes Africains, un choix de contes merveilleux (ISBN 978-3-639-65428-8)
- 2019 :  Œuvres complètes, contes, tome I, 700 pages,  (ISBN 978-613-9-50612-5)
- 2019 :  Œuvres complètes, contes, tome II, 700 pages  (ISBN 978-3639521214)

### Poésies
- 1986 : Chants de brumes  (ISBN 978-613-9-51204-1)
- 1987 : Les Résignations  (ISBN 978-613-9-51205-8)
- 1987 : Éclipse d’étoiles  (ISBN 978-613-9-51208-9)
- 1989 : La Somme du néant  (ISBN 978-613-9-51260-7)
- 1992 : L’Exil des songes  (ISBN 978-613-9-51261-4)
- 1993 : Les Myriades des temps vécus  (ISBN 978-613-9-51262-1)
- 1993 : Les Vents de l’épreuve  (ISBN 978-613-9-51264-5)
- 1994 : Quand dans l’âme les mers s’agitent (ISBN 978-613-9-51280-5)
- 1995 : L'Étreinte des mots  (ISBN 978-613-9-512843)
- 2002 : Le Sang des solitudes (ISBN 978-613-9-51285-0)
- 2019 : L'Éternité des jours (ISBN 978-613-8-47779-2)
- 2019 :  La transparence des ombres (ISBN 978-613-9-50890-7)
- 2020 :  Anthologie poétique et picturale avec Jean Côté (ISBN 978-613-9-54940-5)

### Essais et idées
- 2007 :  Au-delà de Dieu, au-delà des chimères  (ISBN 978-613-9-50840-2)
- 2018 : Vivre et aimer, Rééd.  (ISBN 978-2-919612-78-9 et 978-613-8-43617-1)
- 2018 :  Les fondements de l'être (ISBN 978-613-8-44070-3)
- 2018 :  Évolution et révolution culturelle de l'homme Noir (ISBN 978-613-8-44075-8)
- 2024 : La force de l'espoir (ISBN 978 6206730644).
- 2024 : Je suis responsable de ma liberté (ISBN 978 6206730644)

## Récompenses
- 1987 : Prix Paul Verlaine de l’Académie française[7]
- 1990 :  Prix Louise-Labé
- 1991 :  Grand prix littéraire d'Afrique noire pour La Nuit des griots[8]
- 1993 :  Prix Théophile-Gautier de l’Académie française
- 1999 :  Prix Melina Mercouri, Association des poètes et écrivains grecs
- 2000 :  Poète du millénaire 2000, International Poets Academy, Inde
- 2000 :  Citoyen d’honneur Joal-Fadiouth, Sénégal
- 2002 :  Grand prix de poésie de la Société internationale des écrivains grecs
- 2005 :  Professionnel de l’année 2005, International Biographical Centre, Cambridge
- 2005 :  Certificat d’honneur pour contribution exceptionnelle à la francophonie, Certificat Maurice Cagnon, Conseil international d’études francophones
- 2005 :  Écrivain invité d'honneur de l'Exposition Universelle du Japon à Aichi
- 2009 :  Prix Heredia de l'Académie française [Médaille de bronze] pour son Œuvre poétique, édition intégrale
- 2019 :  International Price of Poetry « Kathak » (Gold medal) pour l'ensemble de son œuvre poétique, Dhaka, Bengladesh
- 2019 :  Grand Prix de Poésie Mihai Eminescu, Craiova, Roumanie